# Bracon cephi
Bracon cephi är en stekelart som först beskrevs av Charles Joseph Gahan 1918.  Bracon cephi ingår i släktet Bracon och familjen bracksteklar. Inga underarter finns listade.